# Educació espartana

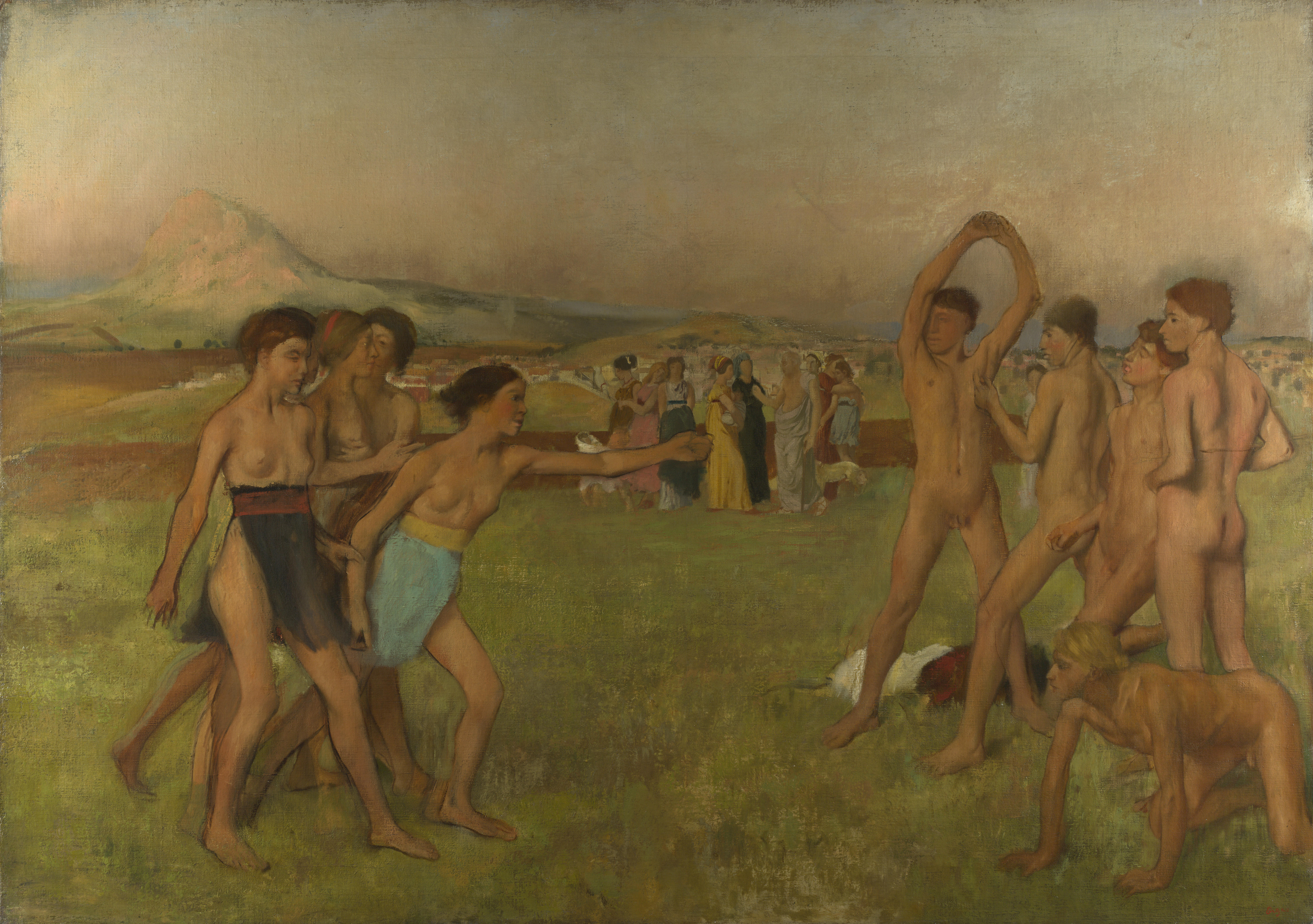
Pintura del de nois espartans fent exercici mentre unes noies en fan befa.

L'educació espartana, també dita agoge o agoga, (grec àtic: ἀγωγή, agōgḗ; grec dòric: ἀγωγά, agōgà) fou el programa rigorós d'educació i entrenament imposat a tots els ciutadans d'Esparta de sexe masculí tret dels primogènits de les dinasties regnants dels agíades i els euripòntides. La paraula agoge tenia diversos significats en grec antic i deriva del verb ἄγω (agō), que volia dir 'conduir'. No hi ha cap prova del seu ús per referir-se al sistema educatiu d'Esparta fins al segle iii aC, però abans ja es feia servir de manera habitual per referir-se a l'entrenament, la pedagogia o la disciplina.
L'educació espartana tenia com a objectiu fomentar la lleialtat a Esparta a través de l'entrenament militar (com ara la tolerància al dolor), la caça, el ball, el cant i les preparacions socials. Es dividia en tres grups d'edat, que corresponien aproximadament als infants, els adolescents i els adults joves. Les noies espartanes no hi participaven, tot i que és possible que seguissin algun altre programa d'educació gestionat per l'estat.
Les fonts no ofereixen gaire informació sobre els orígens de l'educació espartana. Segons Xenofont, el seu inventor fou Licurg, un legislador espartà semillegendari. Els acadèmics moderns en situen la introducció al segle vii aC o el segle vi aC. Fos com fos, la seva estructura i el seu contingut anaren evolucionant amb el pas del temps a mesura que l'agogè guanyava i perdia popularitat durant el període hel·lenístic.